# 나상욱 (래퍼)
나상욱(2000년 9월 12일 ~)은 대한민국의 래퍼이다.

## 방송
- 쇼미더머니 6 (2017) - 2차 예선 탈락
- 쇼미더머니 777 (2018) - 1차 예선 탈락
- 수퍼비의 랩 학원 (2019) - Top7(4위)
- 쇼미더머니 11 (2022) - 1차 예선 탈락

## 음반
- Rentals (2022)

## 작사/작곡/편곡
- SXENT <EXIT> (2021) - 작사
- 나상욱 <Rentals> (2022) - 작사/편곡

## 피처링
- SXENT <EXIT> (2021)